# Pir Sultan Abdal
Pir Sultal Abdal (1480 – 1550) – nhà thơ dân tộc Alevi (Thổ Nhĩ Kỳ), thơ ông phản ánh đời sống xã hội, văn hóa và tôn giáo của nhân dân. Ông là một nhà nhân văn viết về tình yêu, hòa bình, Đức Chúa Trời và cái chết. Ông cũng là một người phản đối mạnh mẽ chế độ độc tài hà khắc, kêu gọi nhân dân đứng lên chống lại chế độ độc tài và kết quả là ông bị treo cổ bởi độc tài Hizir Pasha. Hiện có ít nhất sáu nhà thơ lấy bút danh Pir Sultal Abdal.